# Robert Mugabe

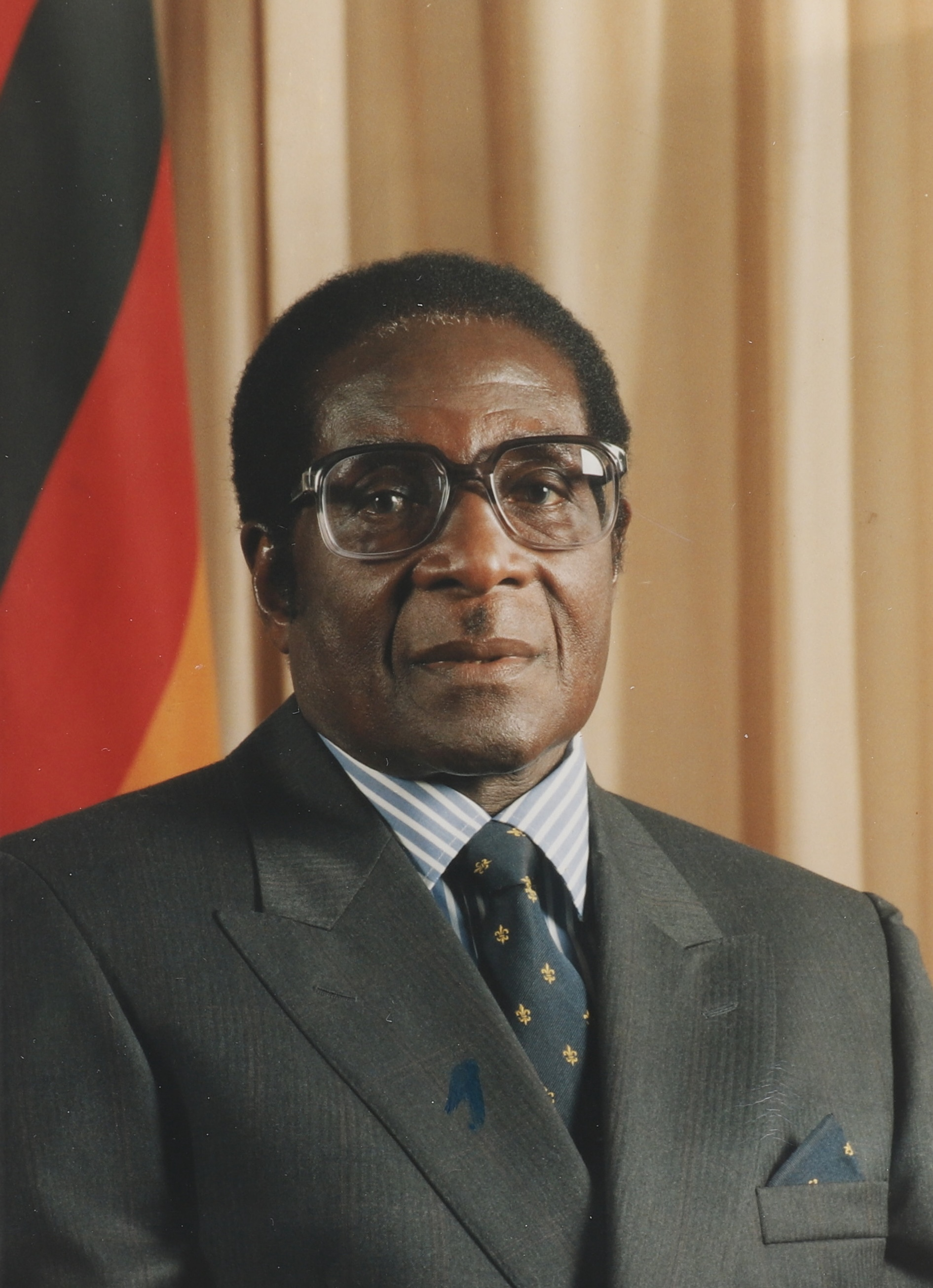
Robert Mugabe offizielles Porträtfoto

Robert Gabriel Mugabe (* 21. Februar 1924 in Kutama, Südrhodesien; † 6. September 2019 in Singapur) war ein simbabwischer Politiker, der von 1987 bis 2017 als Präsident von Simbabwe amtierte.
Mugabe war vor seiner Absetzung das weltweit älteste Staatsoberhaupt. Bereits 1980 bis 1987 bekleidete er das Amt des Ministerpräsidenten und war zugleich 1980 bis 2017 Vorsitzender der Regierungspartei ZANU-PF. Er gehörte dem Volk der Shona an.
Nach seinem Amtsantritt als Ministerpräsident 1980 wurden unter seiner Führung Erfolge unter anderem im Gesundheits- und Bildungssektor erzielt. Mugabe zählte außerdem zu den Führungspersönlichkeiten der Frontlinienstaaten. Ab den 1990er-Jahren veränderte sich jedoch die Politik seiner Regierung. Intransparenz und Korruption nahmen zu, während seine ehemals große Popularität bei der Bevölkerung und sein Ansehen im Ausland abnahmen.
Zwischen 1982 und 1987 fand das Gukurahundi statt, Morde von Robert Mugabes Fünfter Brigade in den Ndebele-Provinzen Nord- und Südmatabeleland sowie Midlands, denen mindestens 10.000 Menschen zum Opfer fielen, überwiegend Ndebele. Mehrere Auszeichnungen aus den 1980er-Jahren wurden ihm wieder aberkannt.
Mugabe regierte Simbabwe ab etwa 2000 offen als Diktator. Seine Herrschaft war von Hungersnöten, Hyperinflation, Arbeitslosigkeit und schweren Menschenrechtsverletzungen geprägt; letztere führten zum Ausschluss des Landes aus dem Commonwealth. Mugabe wurde zudem die Einreise in die Europäische Union mit Ausnahme von Besuchen von Veranstaltungen der Vereinten Nationen und des Heiligen Stuhls verweigert.

## Ausbildung und frühe Politisierung
Mugabe kam in der Missionssiedlung Kutama zur Zeit Südrhodesiens im heutigen Distrikt Zvimba zur Welt. Er wuchs in armen Verhältnissen nordwestlich von Salisbury, dem heutigen Harare, auf und gehörte den Shona sowie der Gruppe der Zezuru an.
Mugabe wurde in der Familie und schulisch katholisch erzogen. Er besuchte sechs Jahre lang das von Jesuiten betriebene Saint Francis Xavier College der Mission in Kutama. Seine intellektuellen Fähigkeiten verhalfen ihm zu einer Ausbildung als Grundschullehrer an dieser Einrichtung. Mit diesem Berufsabschluss war Mugabe in den 1940er-Jahren an mehreren Schulen Südrhodesiens tätig, darunter für die Hope Fountain Mission und die Dadaya Mission. Im Verlauf dieses ersten beruflichen Lebensabschnitts absolvierte er die Stufen der Sekundarstufe und konnte nun ein Studium an der UNISA beginnen. Als Mugabe 1949 ein Stipendium für die Universität von Fort Hare gewann, wechselte er an das damalige South African Native College bei Alice in der Südafrikanischen Union. Hier erfolgte 1951 die erste Graduierung mit einem Bachelor of Arts. An diesem Ort begann er sich für Politik zu interessieren und wurde Mitglied der Jugendorganisation des südafrikanischen ANC.
Nach seiner Rückkehr in seine Heimat lehrte Mugabe an der Driefontein Mission (1952) bei Umvuma, wo er in der Freizeit an seinem nächsten Abschluss arbeitete, einem Diploma of Education in Pädagogik. Im nachfolgenden Jahr war er an einer Grundschule in Salisbury South tätig. 1954 erfolgte eine Versetzung an eine Schule in Gwelo. Während dieses Jahres erlangte Mugabe im Fernstudium den Bachelor of Education. 1955 veranlasste seine Unzufriedenheit mit den Einkommensverhältnissen für Lehrer in Südrhodesien einen weiteren Ortswechsel, der ihn nach Nordrhodesien an das Chalimbana Teacher Training College bei Lusaka führte. Die drei Jahre seiner Tätigkeit am Lehrerseminar nutzte Mugabe für einen weiteren Bildungsabschluss, einen Bachelor of Science der Universität London. 1958 folgte er einem Ruf in das gerade unabhängig gewordene Ghana, wo er am Saint Mary’s Training College in Takoradi ebenfalls Lehrer ausbildete und von Präsident Kwame Nkrumah inspiriert wurde.
Als Mugabe 1960 während eines Urlaubs nach Salisbury zurückkehrte, ließ er sich zuvor unbeabsichtigt auf Aktivitäten des politischen Widerstands in seinem Land ein. Nachdem am 19. Juli 1960 der „Marsch der 7000“ vom Highfield Township in Richtung Salisbury begonnen hatte, wurde Mugabe gebeten, am nächsten Tag vor vielen Demonstranten zu sprechen. Seine Rede erlangte schnell Sympathie, weil er die Vereinigung aller Bevölkerungsgruppen, besonders der Arbeiter und der besser Ausgebildeten, zu einer nationalen Bewegung befürwortete. Seine Erfahrungen aus Ghana fanden in der Bewegung große Anerkennung und so kam Mugabe unter Druck, seine Lehrertätigkeit dort aufzugeben und in Salisbury zu bleiben. Er entschloss sich zu diesem Schritt und wurde im November zum Sekretär für Öffentlichkeitsarbeit der National Democratic Party (NDP, ging 1960 aus dem Southern Rhodesia African National Congress hervor) gewählt. In dieser Funktion gelang es ihm sehr gut, die teilweise militant eingestellte Jugend im Umfeld dieser Organisation auf Massenveranstaltungen mit klagenden Frauen in Stammeskleidung, dröhnenden Schlaginstrumenten und traditionellen Predigern zu begeistern. Daraus erwuchs eine Erweckungsstimmung und der Eindruck, dass jedermann an der Entstehung einer „Neuen Ordnung“ teilhaben könne.
Nachdem die NDP im Dezember 1961 verboten worden war, gelang es ihm, in der Nachfolgeorganisation Zimbabwe African People’s Union (ZAPU) dieselbe Funktion zu übernehmen. Doch bereits im September 1962 wurde deren Tätigkeit ebenfalls untersagt. Im März 1963 reiste Mugabe nach Nordrhodesien, um auf einer Versammlung der United National Independence Party (UNIP) zu sprechen. Die Folge seines Auftritts war eine Verhaftung, er konnte jedoch kurz danach fliehen, da eine Kaution ihm freie Bewegung ermöglichte. Mugabe wandte sich schließlich nach Daressalam.
In der ZAPU gewann die führende Stellung von Joshua Nkomo immer weiter an Einfluss. Dadurch spitzte sich ein Konflikt zwischen Mugabe und Nkomo zu, da Nkomo über viele Jahre an der Überzeugung festhielt, in Verhandlungen mit Vertretern der britischen Kolonialherrschaft zu einer Änderung der afrikanischen Machtverhältnisse mit entsprechenden Verfassungsänderung zu kommen und eine schwarze Exilregierung so viel Unterstützung von internationalen Organisationen bekommen könne, um dadurch die Regierungsmacht im Heimatland zu übernehmen. Dagegen sahen Mugabe, Ndabaningi Sithole und andere, auch der tansanische Präsident Julius Nyerere, in dieser Vision keine realistische Option. Nach deren Meinung würden solche Exilregierungen nicht erfolgreich sein und wenig Akzeptanz finden. Im Verlaufe dieses ausufernden Konfliktes suspendierte Nkomo mit einem Schreiben Mugabe sowie Sithole im August 1963 von ihren Parteifunktionen. Diese Eskalation führte am 8. August 1963 zur Gründung der Zimbabwe African National Union (ZANU). Deren Vorsitz übernahm Sithole und Mugabe wurde Generalsekretär.
Als Folge dieser politischen Zuspitzungen wurde Mugabe in Haft genommen und in das Wha Wha Detention Camp verbracht. Im August 1963 klagte ein Gericht ihn auf der Basis des Law and Order Maintenance Act (deutsch etwa: „Gesetz zur Aufrechterhaltung von Recht und Ordnung“) wegen „Aufruf zum politischen Mord“ und weiterer als subversiv eingeschätzter Äußerungen an. Das Gericht verhängte gegen ihn ein Jahr Gefängnisaufenthalt. Nach Verbüßung dieser Strafe wurde Mugabe erneut inhaftiert und blieb bis November 1974 in Haft. Während dieser Zeit nahm er weitere Fernstudien auf und erwarb sowohl einen Bachelor of Laws als auch einen Bachelor of Administration, beide von der Universität London.

## Engagement gegen Kolonialismus
Als Mugabe 1960 in die damalige britische Kolonie Südrhodesien zurückkehrte (späterer Name: Rhodesien, heutiger Name: Simbabwe; das vormalige Nordrhodesien ist das heutige Sambia), trat er der National Democratic Party (NDP) bei, die 1959 von schwarzen Intellektuellen des Landes in Salisbury (dem heutigen Harare) gegründet worden war und mit der politischen Forderung one man – one vote auftrat. An ihrer Spitze stand als President-General Joshua Nkomo. Viele ihrer Positionen sind nach dem Verbot im Jahre 1961 von der Zimbabwe African People’s Union (ZAPU) weitergetragen worden, die 1962 im Verlauf von Unruhen auch verboten wurde. Während nun zahlreiche Aktivisten in Haft kamen, konnten er, Ndabaningi Sithole und weitere Personen nach Daressalam flüchten, wo sie zusammen mit Nkomo die Möglichkeiten zur Bildung einer Exilregierung diskutierten. Diese Idee ließ man aufgrund vieler Einwände von politischen Akteuren aus anderen afrikanischen Ländern fallen und entschied sich für eine innerrhodesische Konfrontationsstrategie.

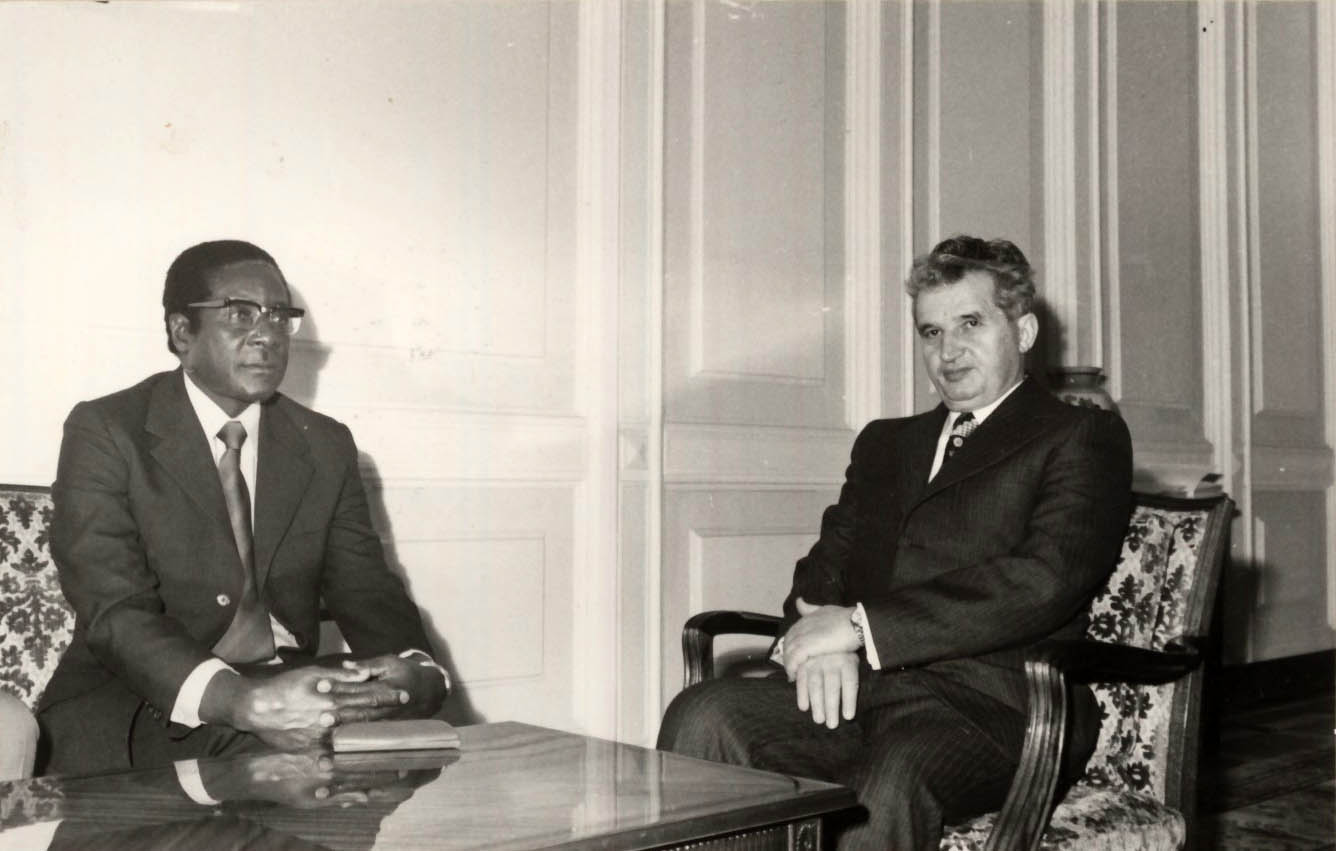
Robert Mugabe als Generalsekretär der ZANU bei einem Treffen mit dem rumänischen Staatschef Nicolae Ceaușescu (1976)

1974 kamen sechs führende ZANU-Politiker überein, dass über den Parteivorsitz durch ein aktuelles Votum der Mitglieder neu entschieden werden sollte. Bei dem nachfolgenden Wahlgang erhielt Mugabe die Mehrheit der Stimmen. Zu den Verlierern zählte auch der bisherige Parteichef Ndabaningi Sithole. Kurz nach der Freilassung Mugabes traf er in Lusaka zu Gesprächen mit Kenneth Kaunda sowie Julius Nyerere zusammen. Dieser Meinungsaustausch verlief in eisiger Stimmung, wobei er bedrängt wurde, seine Vorbehalte gegen Sithole aufzugeben und dessen Führerschaft erneut anzuerkennen. Als Sithole im März 1975 vor einem rhodesischen Gericht stand, flüchtete Mugabe nach Mosambik. Nach der überraschenden Freilassung von Sithole stellte die FRELIMO-Regierung von Samora Machel ihn vorsorglich unter ihre Obhut.
Mugabe war während der Haft nach der Abwahl von Ndabaningi Sithole zum Chef der Zimbabwe African National Liberation Army (ZANLA), eine militante Untergruppe der ZANU im Kampf gegen die weiße Minderheitsregierung Smiths, gewählt worden. Über seinen Einfluss auf die Guerillaausbildung geflüchteter Anhänger auf mosambikanischem Gebiet zum Zwecke eines paramilitärischen Eingreifens in Rhodesien gibt es keine einheitliche Auffassung.
Im Jahre 1976 schloss sich die ZANU mit der ZAPU zur Patriotic Front (PF) zusammen. Mugabe galt zu dieser Zeit als Marxist. Für Mugabes Ruf, ein belesener Marxist zu sein, gab es jedoch nur wenige Indizien in seiner persönlichen Umgebung. Er war erst spät auf den Marxismus gestoßen, belehrt durch den Anführer der Unabhängigkeitsbewegung von Mosambik Samora Machel.

## Abkommen zum Ende der Kolonialregierung
Ab Ende der 1970er Jahre versuchte das rhodesische Regime moderate afrikanische Führer an der Macht zu beteiligen, um damit ein Ende des Guerillakrieges zu erreichen. 1979 wurden Wahlen abgehalten, die der von der weißen Regierung unterstützte Bischof Abel Muzorewa gewann. Diese Strategie ging jedoch nicht auf, die Wahlen wurden international nicht anerkannt und die Patriotic Front beendete ihren Kampf nicht. Für September 1979 wurden neue Verhandlungen vereinbart. Unter anderem Mugabe führte die afrikanische Delegation bei den Waffenstillstandsverhandlungen in London. Hierbei kam es zu einer Vereinbarung über eine neue Republik Simbabwe und über freie Wahlen für Februar 1980. Mugabe musste sich als Gegenleistung im „Lancaster-House-Abkommen“ gegenüber den Briten verpflichten, mindestens zehn Jahre lang die Verfassung des Systems unverändert zu lassen und eine Mindestanzahl von Weißen im Parlament zuzulassen. Vereinbart war darin auch eine ab 1989 mit finanzieller Hilfe Großbritanniens zu startende Landreform. Die neue Regierung unter Margaret Thatcher verweigerte diese Hilfe jedoch später zum Teil.

## Premierminister und Präsident

### 1980–1990: Einigungskurs und erfolgreiche Investitionsprogramme

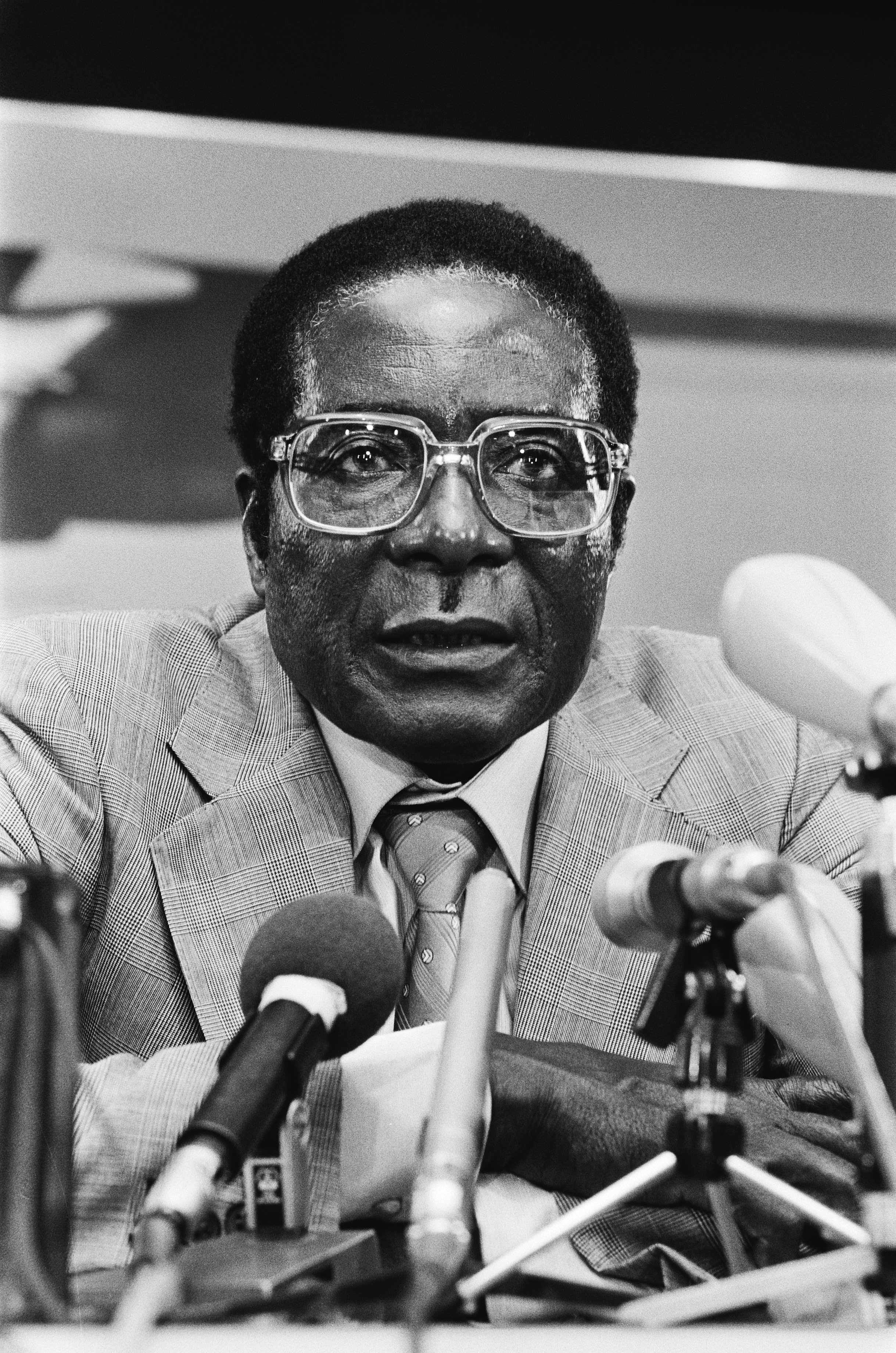
Mugabe als Premierminister (1982)

Im Februar 1980 wurden Parlamentswahlen für die Republik Simbabwe abgehalten. Statt wie erwartet Joshua Nkomo gewann Robert Mugabe am 4. März 1980 die Wahl. Die ZANU errang 57 von 100 Sitzen im Parlament. Mugabe wurde Premierminister. Zu Beginn seiner Amtszeit verkündete Mugabe nach blutigem Befreiungskampf, dass Schwarze und Weiße künftig zusammenarbeiten und das Land gemeinsam entwickeln sollten: „Lassen wir die Vergangenheit ruhen“. Zudem bemühte sich Mugabe, die Lebensqualität der schwarzen Bevölkerung zu verbessern.
Mugabe erhielt für seine Politik in den folgenden Jahren zahlreiche Auszeichnungen (siehe Kapitel Auszeichnungen), Richard von Weizsäcker beurteilte ihn 1988 während eines Staatsbesuches beispielsweise als „klugen, besonnenen Politiker, der um Ausgleich bemüht ist“.

### Wirtschafts- und Sozialpolitik
Nach Amtsantritt förderte die Regierung unter Mugabe Kleinbauern und startete mehrere Regierungsprogramme unter anderem im Gesundheits- und Bildungsbereich. Mugabes Regierungsrhetorik entsprach dabei einer Mischung aus Christentum und maoistischer Volksbefreiungstheorie.
Die Wirtschaftskraft der Kleinbauern nahm in Folge deutlich zu (3,6 Prozent Wachstum pro Jahr). Erfolge wurden auch bei den anderen Programmen erzielt und soziale Indikatoren verbesserten sich enorm. So sank der Anteil der Kinder mit Mangelernährung von 22 (1980) auf 12 Prozent (1990). Die Lebenserwartung stieg von 1980 bis 1990 stark an, die Kindersterblichkeit ging von 86 auf 49 Tote pro Tausend zurück. Problematisch blieb in Bezug auf die Arbeitslosigkeit die Wirkung des hohen Bevölkerungswachstums, obwohl sich die Anzahl der Beschäftigten um über 20 Prozent von 1980 bis 1991 erhöhte.
Das durchschnittliche Wirtschaftswachstum pro Jahr von 1980 bis 1989 betrug 4,47 % des BIPs (unter vorheriger Regierung 1966–1979 3,8 %).

### Koalitionspolitik
Neben dem Einheitskurs gab es erste Verfolgungen unter Mugabe jedoch im Zusammenhang mit dem Machtkampf mit der ZAPU auch bereits in den 1980er Jahren. Die ursprüngliche Koalitionsregierung mit Nkomo wurde 1982 unter dem Vorwand eines angeblichen Umsturzversuches der ZAPU aufgelöst. Nkomo wurde aus der Regierung ausgeschlossen. Die Anhänger der ZAPU wurden verfolgt; die berüchtigte fünfte Brigade tötete nach Vorwürfen rund 20.000 Angehörige des Volkes der Ndebele, die Nkomo unterstützt hatten (siehe auch Gukurahundi). In dem Bericht der Catholic Commission for Justice and Peace in Zimbabwe von 1997 wurden als geschätzte Auswirkung der Angriffe in den Midlands und im Matabeleland rund 3750 Getötete (mindestens 3000), 7000 physisch Angegriffene und mindestens 680 zerstörte Häuser ermittelt. Den Niedergang der Koalition nutzte Mugabe, um seine Macht zu festigen. Nach seiner Wiederwahl im Jahr 1985 schloss Mugabe einen Einheitsvertrag mit Nkomo ab, der die ZANU-ZAPU-Feindschaft beendete und Nkomo als Vizepräsidenten zurück ins Parlament brachte. 1987 schaffte man das Amt des Premierministers ab, und Mugabe wurde Präsident von Simbabwe. In den Wahlen von 1990 und 1996 wurde er als Präsident bestätigt.
Die in den 1990er Jahren stattfindende Auflösung des Ost-West-Konfliktes veränderte Mugabes Haltung.
1991 gewährte Robert Mugabe dem ehemaligen Staatsoberhaupt Äthiopiens Mengistu Haile Mariam Exil in Simbabwe, nachdem dieser wegen seiner diktatorischen Regierungsführung durch das Militär gestürzt worden war.

### Veränderte Wirtschafts- und Sozialpolitik ab 1991
Ab 1991 veränderte die Regierung unter Mugabe mit einem „Strukturanpassungsprogramm“ ihren Kurs deutlich, auch auf Druck und mit Unterstützung des Internationalen Währungsfonds IWF und der Weltbank. Die Politik verließ sich nun auf Privatwirtschaft und Marktmechanismen („laissez-faire“), um mehr Investitionen internationaler Unternehmen zu erhalten. Die Regierungsprogramme wurden mit einem Austeritätsprogramm deutlich gekürzt. Die Weltbank nahm in ihrem Bericht von 1995 selbstkritisch Stellung: „Große Teile der Bevölkerung, darunter viele Kleinbauern und Kleinbetriebe, fanden sich in einer gefährdeten Position mit eingeschränkten Möglichkeiten, auf die neuen Marktbedingungen zu antworten.“ Als Grund gab der Bericht den mangelnden Zugang zu natürlichen, technischen und finanziellen Ressourcen sowie die Reduktion der öffentlichen Dienstleistungen an. Die Anzahl der Beschäftigten ging deutlich zurück, die Wirtschaft stagnierte. Lediglich das Bildungssystem blieb auf einem für Entwicklungsländer hohen Niveau.
Lukrative Verträge wurden vermehrt an politische Verbündete vergeben. Nach 1990 leitete Mugabe einen Prozess ein, durch den das Farmland an die schwarze Mehrheit in Simbabwe übertragen werden sollte. Die verringerten Hilfen der Thatcher-Regierung für die Landreform wurden in der Vereinbarung allerdings zunehmend dazu verwendet, Land für die „Eliten“ des Landes zu kaufen statt für Landlose. Die 1997 gewählte neue Labour-Regierung unter Tony Blair beendete deshalb die finanziellen Hilfen zur Landreform.
1997 kam es zu einem Kurssturz des Simbabwe-Dollars und später zur Aufgabe der Währung.

### Kampagne gegen Homosexualität
Mit dem veränderten Kurs ab 1991 eröffnete Mugabe eine Kampagne gegen Homosexualität, die „unnatürlich“ und „unafrikanisch“ sei. Homosexuelle Männer – für Mugabe „niederer als Schweine und Hunde“ – können seitdem mit 10 Jahren Gefängnis bestraft werden. Mugabe begründete sein Vorgehen u. a. mit der Absicht, gegen AIDS vorzugehen. Mugabes Vorgänger im Amt des Präsidenten Canaan Banana wurde wegen Homosexualität verurteilt und floh nach Südafrika, weil er um sein Leben fürchtete. Wiederholt griff Mugabe auch die zunehmende Gleichstellung Homosexueller in Europa an.

### Kongokrieg
1998 bis 2003 unterstützte Simbabwe die Regierung der Demokratischen Republik Kongo im Zweiten Kongokrieg militärisch. Die Kosten der militärischen Intervention führten zu einem enormen Anstieg der Staatsausgaben.
Wie aus einem BBC-Porträt anlässlich Mugabes Wahlsieg 2002 hervorgeht, setzte sich die Ansicht über Mugabe durch, dass er „abseits seiner sozialistischen Rhetorik eine Politik des Staatskapitalismus durchführt, die dem einfachen Volk nicht geholfen hat.“
Die Zeitung Der Freitag urteilte 2000: „Nachdem das Land aber in den achtziger Jahren noch als Modell galt – unter anderem auch für einen Weg aus dem südafrikanischen Apartheidregime – waren die vergangenen Jahre durch eine rapide Verelendung großer Bevölkerungsteile geprägt, während eine kleine – schwarze und weiße – Elite im Land die Pfründe unter sich aufteilt.“
Mehrere ehemalige Mitarbeiter und Bekannte von Mugabe sahen als Grund für den Wandel Mugabes psychische Störungen, insbesondere Paranoia, die sich als Ergebnis der langen Verfolgung und zahlreicher Mordversuche gegen ihn gebildet hätten.

### Zunehmende Repression und Wirtschaftskrise ab 2000

#### Gefahr des Machtverlustes
Als Mugabes Verfassungsentwurf 2000 in einem Referendum von der Mehrheit der Bevölkerung abgelehnt wurde, sahen die Politiker der ZANU-PF ihre Macht zum ersten Mal seit der Unabhängigkeit ernsthaft bedroht. Die Regierung reagierte mit Angriffen und Repressionen gegen zahlreiche Organisationen, von Oppositionsparteien über Verbände und Gewerkschaften bis zu den Landarbeitern.
Noch vor den simbabwischen Parlamentswahlen vom Juni 2000 gab es partnerschaftliche Gespräche zwischen dem südafrikanischen ANC und Mugabes ZANU-PF, ohne ähnliche Kontakte mit der Oppositionspartei Movement for Democratic Change (MDC) von Morgan Tsvangirai zu pflegen. Das änderte sich im Jahr 2001, als der Oberste Richter Simbabwes von diesem Amt zurückgetreten war, nachdem auf die Redaktion einer inländischen Tageszeitung ein Bombenanschlag erging und zwei ausländische Journalisten des Landes verwiesen wurden. Zwei Vertreter des ANC, Pallo Jordan und Tony Yengeni (1994 Vors. des Parlamentsausschusses für Verteidigung), trafen sich erstmals mit Tsvangirai in Kapstadt.
Angesichts der sich zuspitzenden politischen Verhältnisse und eskalierender Ereignisse in Simbabwe äußerte sich der damalige südafrikanische Staatspräsident Thabo Mbeki immer deutlicher zu den Entwicklungen im Nachbarland und versuchte dabei das öffentliche Ansehen von Mugabe zu schützen. Ende des Jahres 2000 kritisierte Mbeki die gewaltsamen Farmbesetzungen weißer Eigentümer durch schwarze Protestierende und dass solche Vorgehensweisen in Südafrika nicht geduldet werden würden.
2003 kam es zu einem Generalstreik gegen die Regierung, 2005 wurden Armenviertel in Harare als „illegale Siedlungen“ zerstört.

#### Wirtschaftskrise und Landreform
Als Mugabe Premierminister wurde, bewirtschafteten ungefähr 4000 Nachkommen von weißen Siedlern 70 Prozent der anbaufähigen Landfläche. Die weißen Farmer waren zu Kolonialzeiten in großer Anzahl nach Rhodesien gekommen und kamen zu großem Landbesitz.
In den 1960er Jahren unterstützten Mitglieder der weißen Gemeinschaft die Regierung unter Ian Smith, die in einer Minderheitsregierung den Aufbau des Landes zunächst vor allem im Sinne der weißen Bevölkerung vorantrieb. Als Mugabe an die Macht kam, gab er an, dieses empfundene Unrecht wieder rückgängig machen zu wollen, indem das Land an die schwarze Bevölkerungsmehrheit zurückgegeben werde. Dies geschah jedoch aufgrund der Vereinbarungen mit der britischen Regierung in den 1980er Jahren nicht (Lancaster-House-Abkommen, siehe Abschnitt „Abkommen zum Ende der Kolonialregierung“) und in den 1990er Jahren nur sehr langsam. Das Land sollte nach Aussage von Mugabe schrittweise zurückgegeben werden, wofür er ein Konzept des freiwilligen Landverkaufs favorisierte.
Ende der 1990er Jahre kam es aus Unzufriedenheit mit der sehr ungleichen Landverteilung zu Ausschreitungen.
Angesichts der zurückgehenden Beliebtheit und des Wirtschaftsabschwungs entschied man sich in der ZANU-PF nun für die Durchführung der Landreform. Die Landbesetzungen wurden häufig ohne Entschädigung, in Nacht-und-Nebel-Aktionen, begleitet von Gewalt, organisiert. Die weißen Siedler flüchteten und brachten zuvor ihr Vieh um und zerstörten die Traktoren und die Bewässerungsanlagen. Die Enteignungen sorgten für Proteste der westlichen Regierungen. Infolgedessen hat man Mugabe ab 2002 die Einreise in die Europäische Union verboten.
Das enteignete Land wurde jedoch vielfach nicht wie ursprünglich vorgesehen an landlose schwarze Bauern oder an die vormaligen Farmarbeiter vergeben, sondern an Personen mit guten Beziehungen zur Mugabe-Regierung. Die landwirtschaftliche Produktivität sank als Ergebnis von Misswirtschaft und den Zerstörungen weiter; dazu kamen noch Sperrungen ausländischer Bankkredite.
Die Landreform hielt den Wirtschaftsabschwung nicht auf bzw. vergrößerte ihn. Die vertriebenen ehemaligen Farmarbeiter waren von Arbeitslosigkeit und das Land von Nahrungsmittelknappheit betroffen. Auch in den folgenden Jahren verbesserte sich die wirtschaftliche Situation nicht, unter anderem, da den neuen, schwarzen Bauern die technologischen Mittel zur Bewirtschaftung der neu erworbenen Flächen fehlen; somit sank nicht nur der Ertrag, auch stieg die Arbeitslosigkeit, da die bis zur Reform bei weißen Farmern angestellten Hilfskräfte entlassen wurden. Die Inflation zum Beispiel begann ab Ende 2001 in den dreistelligen Bereich anzusteigen, von Anfang 2008 bis Anfang 2009 herrschte in Simbabwe Hyperinflation, bis schließlich die Währung aufgegeben werden musste.
Im Jahr 2012 forderte Mugabe, dass Firmen nur Schwarzen gehören sollten. Weiße, die unzufrieden seien, sollten das Land verlassen.
Viele der von Mugabe vertriebenen weißen Farmer bauten im benachbarten Sambia erfolgreich neue Farmen auf.

#### Wahlsiege, Fälschungsvorwürfe und Außenpolitik
2002 gewann Mugabe die Wahl gegen seinen schärfsten Konkurrenten Morgan Tsvangirai von der Oppositionspartei Movement for Democratic Change (MDC) mit 55 % der Stimmen. Man warf Mugabe jedoch vor, er habe viele jener Menschen von der Wahl abgehalten, die eventuell gegen ihn gestimmt hätten. Er gewann fast ausschließlich durch die Stimmen des Mashonalands, das als Hochburg von Mugabe-Anhängern gilt.
2005 gewann die ZANU-PF erneut die Wahl, als sie 78 der 120 wählbaren Sitze erringen konnte. Die MDC sowie ein unabhängiger Kandidat konnten lediglich 42 Sitze für sich verbuchen. Weitere 30 Sitze wurden direkt durch Mugabe vergeben, so dass die ZANU-PF eine Zwei-Drittel-Mehrheit im Parlament (insgesamt 150 Sitze) hielt. Die Opposition sowie die USA und die EU warfen Mugabe erneut Wahlbetrug vor. Es soll zu Drohungen gegenüber Wählern und zu massiven Wahlfälschungen gekommen sein. Ausländische Wahlbeobachter wurden nicht zugelassen.

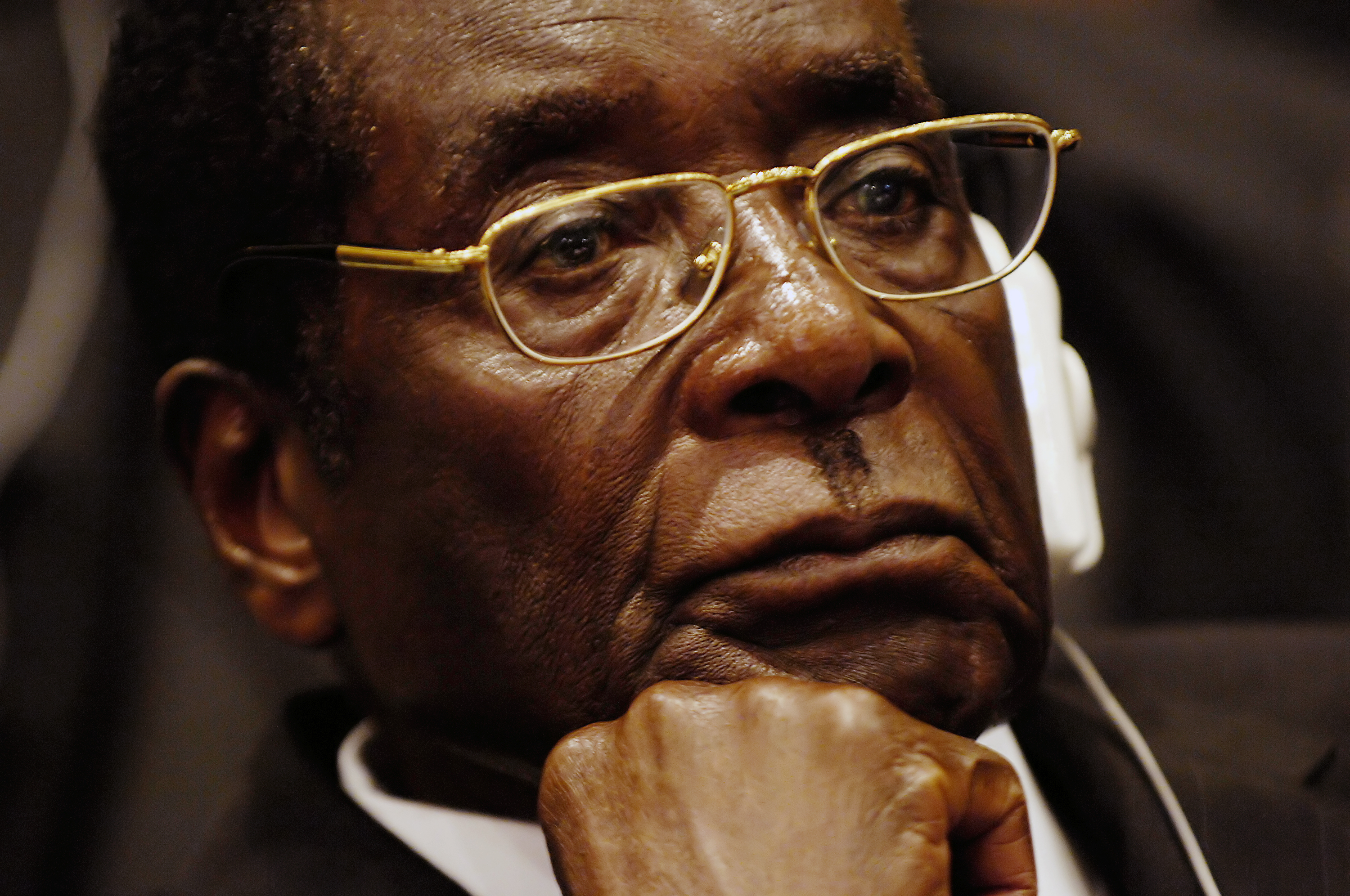
Mugabe (2008)

Morgan Tsvangirai wurde am 10. März 2007 nach seiner Verhaftung im Zusammenhang mit einer regimekritischen Demonstration von Polizisten misshandelt. Bei der Präsidentschaftswahl im März 2008 trat neben Tsvangirai auch der ehemalige Mugabe-treue Simba Makoni gegen Mugabe an. Nach dem offiziellen Wahlergebnis, welches jedoch von Fälschungsvorwürfen belastet wurde, siegte Oppositionsführer Morgan Tsvangirai im ersten Durchgang mit 47,9 Prozent der Stimmen über Amtsinhaber Robert Mugabe (43,2 Prozent), verfehlte aber die absolute Mehrheit. Die Anhänger von Tsvangirai waren nach Medienberichten Schikanen, Einschüchterungen, Festnahmen und Übergriffen ausgesetzt. Morgan Tsvangirai gab infolgedessen seine Kandidatur für die Stichwahl auf. Er musste vor Übergriffen durch Regierungssoldaten in die niederländische Botschaft flüchten. Als einzig verbliebener Kandidat erhielt Mugabe in der Stichwahl nach Angaben der Wahlkommission 2,15 Mio. Stimmen (85,5 %) und legte zwei Tage später den Amtseid ab. Die Wahl fand unter massiver Beeinflussung der Wähler und Wahlfälschung statt. Der Beobachtertrupp der Afrikanischen Union (AU) bezeichnete die Wahl in Simbabwe als weder fair noch frei; sie repräsentiere nicht den Willen der Bevölkerung des Landes.

#### Einheitsregierung
Anfang September 2008 einigten sich Mugabe und Tsvangirai unter Vermittlung des südafrikanischen Staatspräsidenten Thabo Mbeki auf eine Machtteilung. Der Oppositionsführer wurde ab Februar 2009 an der Regierung beteiligt. Unter der Einheitsregierung setzte sich die schlechte wirtschaftliche Lage des Landes jedoch zunächst fort.
Die Gewalt nahm jedoch ab und die Wirtschaftssituation hat sich seit 2010 wieder etwas verbessert.

#### Wahlen 2013
Die Präsidentschafts- und Parlamentswahlen am 31. Juli 2013 waren erneut von erheblichen Betrugsvorwürfen begleitet, etwa gefälschten Wählerverzeichnissen und abgewiesenen Wählern. Erneut forderte Tsvangirai Mugabe heraus. Bereits am Folgetag, vor Auszählung der Mehrzahl der Stimmen, rief sich Mugabe zum Sieger aus. Am 3. August wurde Mugabe nach Auszählung der Stimmen des ersten Wahlgangs offiziell zum Wahlsieger mit rund 61,09 % der Stimmen erklärt, Tsvangirai unterlag mit rund 33,94 %. Im Unterhaus erlangte die ZANU-PF 158 der 210 Sitze und damit eine Zweidrittelmehrheit, die ihr Verfassungsänderungen ermöglicht.
Am 22. August 2013, zwei Tage nachdem das Verfassungsgericht die Präsidentenwahl für rechtmäßig erklärt hatte, wurde Mugabe für eine fünfjährige Amtszeit zum siebten Mal als Präsident vereidigt.

### Personenkult
Die Parteihistoriker führten seinen Stammbaum auf die Könige von Groß-Simbabwe zurück, bezeichneten ihn teilweise auch als our king (Didymus Mutasa, Chefideologe der ZANU-PF) und rechtfertigten damit seinen Anspruch auf die Präsidentschaft auf Lebenszeit. Auf Bildern wurde er vor der Kulisse der mittelalterlichen Palastanlage dargestellt. Die Beleidigung des Präsidenten ist verboten und wird bestraft.

### Kritik und internationale Isolierung

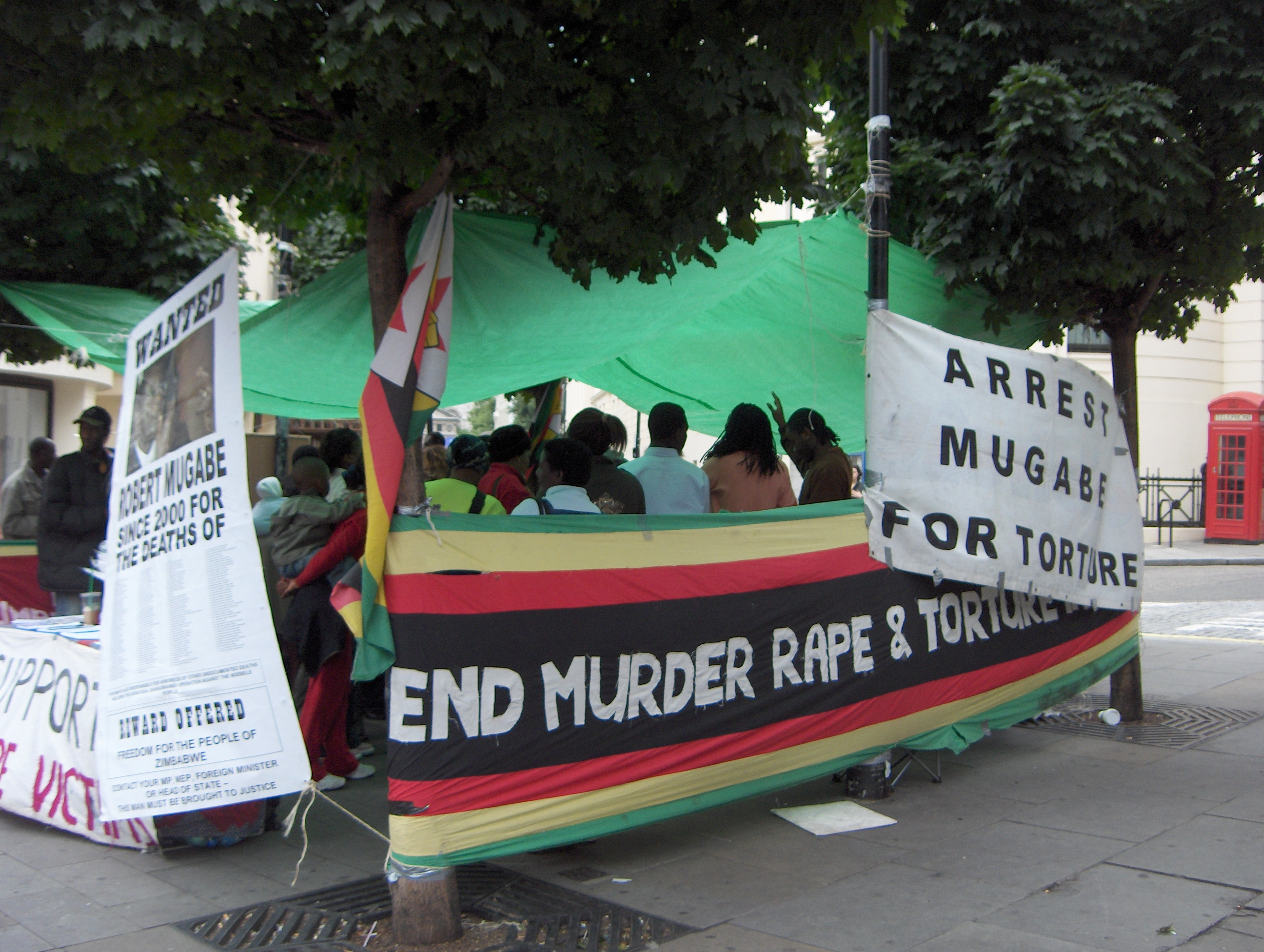
Demonstration in London (2006)

In westlichen Regierungen schlug Mugabe vor allem wegen der Umverteilung des Farmlandes viel Kritik entgegen. Infolge einer ab dem Jahr 2000 chaotisch  und korrupt durchgeführten „Landreform“ zerstörte er die bis dahin Exportüberschüsse erzielende Landwirtschaft des Landes.  Jedoch nicht nur westliche Regierungen, sondern auch internationale Organisationen und afrikanische Persönlichkeiten brachten ihren Unmut zum Ausdruck, wie beispielsweise der südafrikanische Erzbischof Desmond Tutu, der Mugabe als eine „Karikatur eines afrikanischen Diktators“ bezeichnete. Jean Ziegler, von 2000 bis 2008 UN-Sonderberichterstatter für das Recht auf Nahrung, sprach sich für eine militärische UNO-Intervention gegen die Regierung Mugabes aus.
Sambias erster Präsident Kenneth Kaunda stellte die Frage, warum Mugabe nicht „das Kriegsbeil begraben könne, anstatt immer noch den kolonialen Geist zu bekämpfen“. Organisationen wie Amnesty International berichteten, dass er die Menschenrechte des Volkes der Ndebele, der Opposition MDC sowie der weißen Landbesitzer verletzt habe. Der Erzbischof von Bulawayo wies bei einer Gedenkveranstaltung auf die Verbitterung der Bevölkerung hin, ein Zeichen der Regierung sei notwendig, damit die Wunden heilen könnten.
Am 8. Dezember 2003 wurde Simbabwe aus dem Commonwealth of Nations ausgeschlossen, da Mugabe nicht mehr mit den politischen Positionen der Vereinigung übereinstimmte; dem war eine Suspendierung der Mitgliedschaft ab 2002 vorausgegangen. Im Juni 2005 ließ er im Rahmen der „Operation Murambatsvina“ Siedlungen mit Planierraupen zerstören, in denen überwiegend für die Opposition gestimmt worden war. Nach Angaben der UNO waren damals mehr als 2,4 Millionen Menschen „in unterschiedlichem Ausmaß“ von der Zwangsräumung betroffen.
Mugabes Meinung nach hatte die damalige Regierung der Labour-Partei (deren Mitglieder er gay gangsters nannte) entscheidenden Einfluss auf das kritische Verhältnis des Vereinigten Königreichs zu seiner Regierung. Robert Mugabe bezeichnete die vorherige Regierung der Conservative Party als besser und reifer. Von einigen afrikanischen Regierungen erhielt Mugabe allerdings weiter diplomatische Rückendeckung, namentlich von Südafrikas damaligem Präsidenten Thabo Mbeki. Mugabe unterstützte 14 Jahre lang, auch unter Lebensgefahr, den ANC, was als mögliche Erklärung gilt, warum die Regierung Südafrikas auch nach Mugabes diktatorischem Wandel nicht gegen ihn agierte.
Im Dezember 2008 forderte die Europäische Union ebenso wie zuvor die USA den Rücktritt von Mugabe und verhängte ein Einreiseverbot für ihn. Er besuchte jedoch mehrfach den Vatikanstaat, der nicht zur EU gehört: so im April 2011 zur Seligsprechung von Johannes Paul II., zu der Italien die Durchreise in den Vatikan erlaubte, und im März 2013 zur Amtseinführung von Papst Franziskus.
Im Dezember 2010 wurde durch die von Wikileaks veröffentlichten US-Diplomaten-Korrespondenzen bekannt, dass Mugabe und sein Umfeld in den Diamantenhandel verstrickt waren. Demnach verdienten Mugabe, seine Frau, hohe Regierungsmitarbeiter und die Elite des Landes Millionen Dollar durch den Diamantenhandel aus den Minen in Chiadzwa im Osten Simbabwes.
Wikileaks publizierte ebenfalls ein Dokument, das besagt, dass Robert Mugabe an Prostatakrebs leide und nur noch eine fünfjährige Lebenserwartung habe. Er sollte damals angekündigt haben, seine Macht an Emmerson Mnangagwa abzugeben. Ein Sprecher der Regierung bestritt dies jedoch. Robert Mugabe kehrte am 12. April 2012 von einem Krankenhausaufenthalt aus Singapur zurück und erklärte, er sei gesund.
Am 15. September 2015 hielt Mugabe im Parlament versehentlich eine 25-minütige Rede, die er wortwörtlich drei Wochen vorher dort schon einmal gehalten hatte, ohne dies zu bemerken. Die Oppositionspartei MDC-T erklärte daraufhin: „Das zeigt klar, dass Robert Mugabe nicht mehr die nötige mentale Fitness hat, um Staatschef zu sein.“

### Präsident der Afrikanischen Union 2015
Für das Jahr 2015 wurde er zum Präsidenten der Afrikanischen Union gewählt. Als Präsident der Afrikanischen Union durfte Mugabe wieder in die EU einreisen, laut EU-Sprecherin wurde seine Einreisesperre „vorübergehend“ aufgehoben.

### WHO-Sonderbotschafter 2017
Am 18. Oktober 2017 wurde Robert Mugabe vom Generaldirektor der Weltgesundheitsorganisation (WHO) Tedros Adhanom Ghebreyesus zum „Botschafter des guten Willens der WHO“ ernannt. Dies wurde von vielen Seiten, darunter der britischen Regierung und der US-Organisation Human Rights Watch (HRW), scharf kritisiert. In den Krankenhäusern Simbabwes fehle es oft an der elementarsten Ausstattung, während der Präsident für teure medizinische Behandlungen ins Ausland geflogen werde. Angesichts der weltweiten Proteste machte der WHO-Generaldirektor die Ernennung nur vier Tage später wieder rückgängig.

### Entmachtung durch einen Militärputsch
Mugabe erklärte im Herbst 2015, bei der Präsidentschaftswahl 2018 erneut antreten zu wollen. Angesichts seines Gesundheitszustandes – Mugabe hatte 2017 mehrere Klinikaufenthalte – häuften sich aber auch innerhalb seiner Partei ZANU-PF Stimmen, die eine Nachfolgeregelung noch vor der Wahl forderten. Als möglicher Nachfolger wurde neben Mugabes Ehefrau Grace der Vizepräsident Emmerson Mnangagwa gehandelt.
Anfang November 2017 entließ Mugabe überraschend Mnangagwa. Simbabwes Armeechef General Constantino Chiwenga kritisierte öffentlich die Entlassung und warnte Mugabe vor weiteren Säuberungsaktionen innerhalb der ZANU-PF. In der Nacht vom 14. auf den 15. November 2017 kam es zu einem unblutigen Militärputsch. Zwar wurde weder Mugabe für abgesetzt erklärt noch das Kriegsrecht ausgerufen, doch die Armee übernahm die Kontrolle über wichtige Einrichtungen in der Hauptstadt Harare, darunter das Parlamentsgebäude und den staatlichen Rundfunksender ZBC. Mugabe wurde unter Hausarrest gestellt. Angesichts der unklaren politischen Situation rückte die ZANU-PF am 17. November 2017 öffentlich von Mugabe ab. Parteivertreter forderten seinen Rücktritt; er sei zu senil für die Führung von Partei und Regierung. Am 19. November 2017 beschloss das Zentralkomitee der ZANU-PF die Absetzung Mugabes als Parteivorsitzender und wählte Emmerson Mnangagwa zu seinem Nachfolger. Mugabes Ehefrau Grace wurde aus der Partei ausgeschlossen. Anschließend ignorierte Mugabe eine ihm von seiner Partei ZANU-PF gesetzte Frist zum Rücktritt und erklärte in einer Fernsehansprache am 19. November 2017, bis zum Ende seiner Amtszeit im Amt bleiben zu wollen. Es kam in der Hauptstadt Harare zu Massendemonstrationen gegen den Präsidenten und der Vorsitzende des Vereins der Bürgerkriegsveteranen (Zimbabwe War Veterans Association) sprach davon, dass nun ein Amtsenthebungsverfahren gegen den Präsidenten eingeleitet werden müsse.

### Rücktritt
Am 21. November 2017 wurde in beiden Kammern des Parlaments ein Amtsenthebungsverfahren gegen Mugabe eingeleitet, bei dem eine Abstimmung noch am Nachmittag erwartet wurde. Laut dem Speaker der Nationalversammlung Jacob Mudenda verkündete Mugabe daraufhin seinen Rücktritt. Am 24. November übernahm Mnangagwa das Amt des Präsidenten von Simbabwe.
Mugabe wurden Immunität und eine hohe Apanage zugesichert. Sein Geburtstag wurde zum öffentlichen Feiertag für die Jugend (Robert Mugabe National Youth Day) erklärt.

## Familie
In Ghana lernte er seine spätere erste Ehefrau, Sally Francesca Hayfron, als Aktivistin kennen. Sie war dort ebenfalls als Lehrerin tätig. Zusammen hatten sie einen Sohn, der jedoch schon 1966 verstarb. Zur Beerdigung seines Sohnes während seiner Haftzeit wurde ihm von der Regierung unter Ian Smith die Teilnahme verweigert.
Ab 1996 war Robert Mugabe mit seiner ehemaligen Sekretärin Grace Mugabe verheiratet, die für ihren luxuriösen Lebensstil bekannt ist. An seinem 86. Geburtstag sollen mehr als 500.000 US-Dollar für Champagner und Kaviar ausgegeben worden sein. Die Kosten für die Feier zu seinem 93. Geburtstag wurden auf 1,9 Millionen Euro geschätzt. Das Paar hatte drei gemeinsame Kinder.

## Tod und postume Würdigung
Mugabe starb am 6. September 2019 im Alter von 95 Jahren nach einem mehrmonatigen Krankenhausaufenthalt in Singapur. Todesursache war eine Krebserkrankung.
Präsident Mnangagwa nannte ihn am selben Tag „ein Symbol der Befreiung“ und „einen Panafrikaner, der sein Leben der Befreiung und der Stärkung seines Volkes widmete“. Zahlreiche afrikanische Staatsoberhäupter kondolierten zu seinem Tod. Der frühere Präsident der Demokratischen Republik Kongo Joseph Kabila würdigte Mugabes militärisches Eingreifen in seinem Land und bezeichnete ihn als „panafrikanischen Führer, einen Helden der Unabhängigkeit“. Mugabe wurde noch vor seiner Beerdigung zum „Nationalhelden“ erklärt; drei Tage Staatstrauer wurden angeordnet.
Am 14. September fand eine Trauerfeier im National Sports Stadium statt, an der neben etwa 20.000 Simbabwern geladene Staatsgäste teilnahmen, darunter mehrere afrikanische Staats- und Regierungschefs sowie der chinesische Präsident Xi Jinping. Westliche Regierungsvertreter waren nicht anwesend. Der Plan der Regierung, ihn neben anderen Kämpfern für die Unabhängigkeit auf dem Heldenacker nahe Harare zu beerdigen, wurde aufgegeben. Mugabe wurde am 28. September 2019 in seinem Geburtsort Kutama bestattet. Im September 2021 ordnete ein Gericht die Exhumierung und Beisetzung auf dem Heldenacker in der Hauptstadt an.

## Auszeichnungen
- 1984 Doctor honoris causa der Universität Edinburgh – dieser Titel wurde ihm im Juni 2007 aufgrund fehlenden Engagements für Simbabwe wieder aberkannt.[98]
- 1995 Honory Doctorate in Commerce der University of Fort Hare[9]
- 1986 Doctor honoris causa der University of Massachusetts – dieser Titel wurde ihm im Juni 2008 wieder aberkannt.[99]
- 1986 Doctor honoris causa der Michigan State University – dieser Titel wurde ihm im September 2008 wieder aberkannt.
- 1994 wurde er zum Knight Grand Cross des Order of the Bath ernannt; Initiativen britischer Regierungsstellen 2003 für den Ausschluss aus dem Orden waren zunächst nicht erfolgreich,[100] doch am 25. Juni 2008 entzog Königin Elisabeth II. Mugabe die Ritterwürde.[101]
- 2015 Konfuzius-Friedenspreis und Würdigung als Alten Freund des chinesischen Volkes.